# BL Bootis
Désignations
BL Bootis (en abrégé BL Boo) est une étoile variable de la constellation boréale du Bouvier. Il s'agit du prototype d'une classe de variables céphéides qui apparaissent être intermédiaires entre les céphéides classiques de type I et les céphéides de type II sur le diagramme de Hertzsprung-Russell, les céphéides anormales.
BL Bootis varie entre les magnitudes 14,45 et 15,10 selon une période de 0,82 jour (19,71 heures). Elle est située à quatre minutes d'arc du centre de l'amas globulaire NGC 5466, dont on pense qu'elle en fait partie. Sa variabilité a été remarquée pour la première fois en 1961 par l'astronome russe Nikolaï Efimovich Kurochkin, qui lui a donné la désignation d'étoile variable BL Bootis. Cependant, il pensait qu'il s'agissait d'une binaire à éclipses. T. I. Gryzunova la classe ensuite comme une variable de type RR Lyrae en 1971.
Robert Zinn a confirmé son appartenance à NGC 5466, déterminant également que l'étoile était trop bleue pour être une variable de type RR Lyrae. Il lui attribua la désignation V19 au sein de l'amas. Il a également calculé que l'étoile est autour de 1,56 fois plus massive et 278 fois plus lumineuse que le Soleil, et que sa magnitude absolue est de -1,27. Son spectre a été corrélé à celui d'une étoile de type A2 ou A3 sur la séquence principale en utilisant la raie K du calcium, et à celui d'une étoile de type A9 or F0 en se basant sur les raies de l'hydrogène. Cette différence est due à une importante sous-abondance en métaux, qui est autour de 100 fois inférieure à l'abondance solaire. Malgré sa classification spectrale, elle ne semble pas être une étoile sur la séquence principale, ou du moins pas une étoile ordinaire. Elle est en effet plus grande et plus lumineuse que ce que son spectre laisserait supposer, et ses propriétés sont comparables à celles d'une étoile de la branche horizontale, tout en étant plus massive que ce type d'étoiles. Les pulsations apparaissent être sur le premier harmonique.
BL Bootis est considérée comme le prototype d'une classe rare d'étoiles variables connues comme les céphéides anormales ou les variables de type BL Bootis. Ces étoiles sont quelque peu similaires aux variables céphéides, mais elles ne présentent pas la même relation entre leur période et leur luminosité. Leurs périodes sont similaires aux variables de type RR Lyrae des sous-types a et b, mais elles sont beaucoup plus lumineuses que ces étoiles. Les céphéides anormales sont pauvres en métaux et elles ne sont pas beaucoup plus massives que le Soleil, faisant en moyenne 1,5 M☉. L'origine de ces étoiles est incertaine, mais il est proposé qu'elles pourraient être issues de la fusion de deux étoiles. Une analyse détaillée du spectre de BL Bootis, utilisant le télescope Keck-1 de l'observatoire W. M. Keck, a montré que sa température effective (de surface) est autour de 6 450 K quand elle est le moins brillant. L'analyse a également montré que sa composition chimique est cohérente avec les vieilles étoiles de population II pauvres en métaux, remettant en cause l'hypothèse d'une fusion stellaire. Sa vitesse radiale est également plus faible qu'attendue pour un astre issu de la fusion de deux étoiles.